# Lithocarpus brassii
Lithocarpus brassii är en bokväxtart som beskrevs av Engkik Soepadmo. Lithocarpus brassii ingår i släktet Lithocarpus och familjen bokväxter.
Artens utbredningsområde är Papua Nya Guinea. Inga underarter finns listade.